# ГЕС Ралстон
ГЕС Ралстон (Ralston) — гідроелектростанція у штаті Каліфорнія (Сполучені Штати Америки). Знаходячись між ГЕС Міддл-Форк та малою ГЕС Оксбоу (6 МВт), входить до складу дериваційного гідровузла у сточищі Міддл-Форк-Амерікан-Рівер, лівої притоки Норт-Форк-Амерікан-Рівер, котра в свою чергу є правою твірною Амерікан-Рівер (дренує західний схил гір Сьєрра-Невада та є лівою притокою річки Сакраменто, котра завершується у затоці Сан-Франциско).
Відпрацьована на станції Міддл-Форк вода потрапляє у споруджений на Міддл-Форк-Амерікан-Рівер невеликий резервуар з об’ємом 216 тис м3, який дозволяє захопити додатковий ресурс з ділянки річки після водосховища Френч-Медоу (звідки й починається дериваційний каскад, до якого належить ГЕС Ралтон). Далі під гірським масивом лівобережжя прокладено дериваційний тунель довжиною 10,8 км, котрий переходить у напірний водовід довжиною 0,4 км. У підсумку вода потрапляє до машинного залу, спорудженого на правому березі річки Рубікон (ліва притока Міддл-Форк-Амерікан-Рівер) за кілометр від її устя.
Основне обладнання станції становить одна турбіна типу Пелтон потужністю 79 МВт, яка використовує напір у 389 метрів та у 2017 році забезпечила виробництво 442 млн кВт-год електроенергії.